# Stazione di Parco Piemonte
La stazione di Parco Piemonte è una stazione ferroviaria senza traffico della ferrovia Circumvesuviana, sita nel comune di Pomigliano d'Arco.
Si trova sulla ferrovia Napoli-Nola-Baiano.

## Dati ferroviari
La stazione dispone di un fabbricato viaggiatori.
Ci sono due soli binari, uno in direzione Napoli e l'altro per Baiano.
Non vi è scalo merci.

## Movimento passeggeri e ferroviario
Il traffico passeggeri è scarso, legato solo ai pendolari nell'ora di punta e agli studenti che frequentano le scuole nei comuni limitrofi.

## Servizi
La stazione dispone di
- Sottopassaggio